# Move (canción de CSS)
«Move» —en español: «Muevete»— es un sencillo de CSS, en el tercer álbum Donkey. Fue lanzado el 13 de octubre de 2008. Fue remezclado por Cut Copy y Frankmusik. El sencillo no para trazar en todas partes, a excepción de Italia.

## Video musical
Hay un video musical para la canción, dirigido por Keith Schofield, y fue rodada en Barcelona. Se puede ver en YouTube y en el MySpace oficial de CSS.

## Lista de canciones
CD
1. "Move" (álbum versión)
2. "Move" (Frankmusik's club bingo dub)

Vinilo de 7"
A. "Move" (álbum versión)
B. "Move" (Cut Copy remix)
Digital
1. "Move"
2. "Move" (Metronomy remix)

Vinilo de 12" maxi
A1. "Move" (Cut Copy remix)
A2. "Move" (álbum versión)
B1. "Move" (Metronomy remix)
B2. "Move" (Frankmusik club bingo dub)
B3. "Move" (instrumental versión)
Promo
1. "Move" (álbum versión)
2. "Move" (instrumental)

## Posicionamiento en listas
| Listas (2008)                  | Mejor posición |
| ------------------------------ | -------------- |
| Irlanda (Irish Singles Chart)  | 75             |
| Reino Unido (UK Singles Chart) | 69             |